# Albert Wangerin
Albert Wangerin   (Gryfice, 18 de novembre de 1844 - Halle, 25 d'octubre de 1933) va ser un matemàtic alemany.

## Vida i Obra
Wangerin va fer els seus estudis secundaris a la seva vila natal, Greiffenberg. Entre 1862 i 1863 va estudiar física i matemàtiques durant tres semestres a la universitat de Halle amb els professors Eduard Heine i Carl Neumann; va continuar els seus estudis a la universitat de Königsberg sota els professors Franz Ernst Neumann i Friedrich Julius Richelot. El 1866 va rebre el doctorat a Königsberg, dirigit per Franz Ernst Neumann, pel qui sempre va sentir una gran estimació.
Els anys següents va exercir com a professor de secundària a diferents instituts de Berlín i Posen. A més, el 1869 es va incorporar com a editor a la revista Jahrbuch über die Fortschritte der Mathematik, fundada l'any anterior a Berlín per Carl Ohrtmann i Felix Müller. Va mantenir tota la seva vida una forta relació amb aquesta revista (un recull comentat de les obres matemàtiques publicades durant cada any).
El 1876 va ser nomenat professor de matemàtiques de la universitat de Berlin on va estar fins al 1882 en que va ser nomenat catedràtic de la Universitat de Halle, substituint per defunció el seu antic professor, Eduard Heine. Va romandre en aquest càrrec fins a la seva jubilació el 1919. Va ser rector de la universitat el 1910-1911.
Va ser membre de Deutsche Akademie der Naturforscher Leopoldina, que va presidir entre 1906 i 1921.
Les recerques de Wangerin van ser en teoria potencial i funcions esfèriques. Però la seva rellevància rau, sobre tot, en la seva gran activitat com a professor (va dirigir moltes tesis doctorals), editor de revistes, autor d'articles enciclopèdics i editor de texts històrics.